# Torre de los Hurtado de Anda

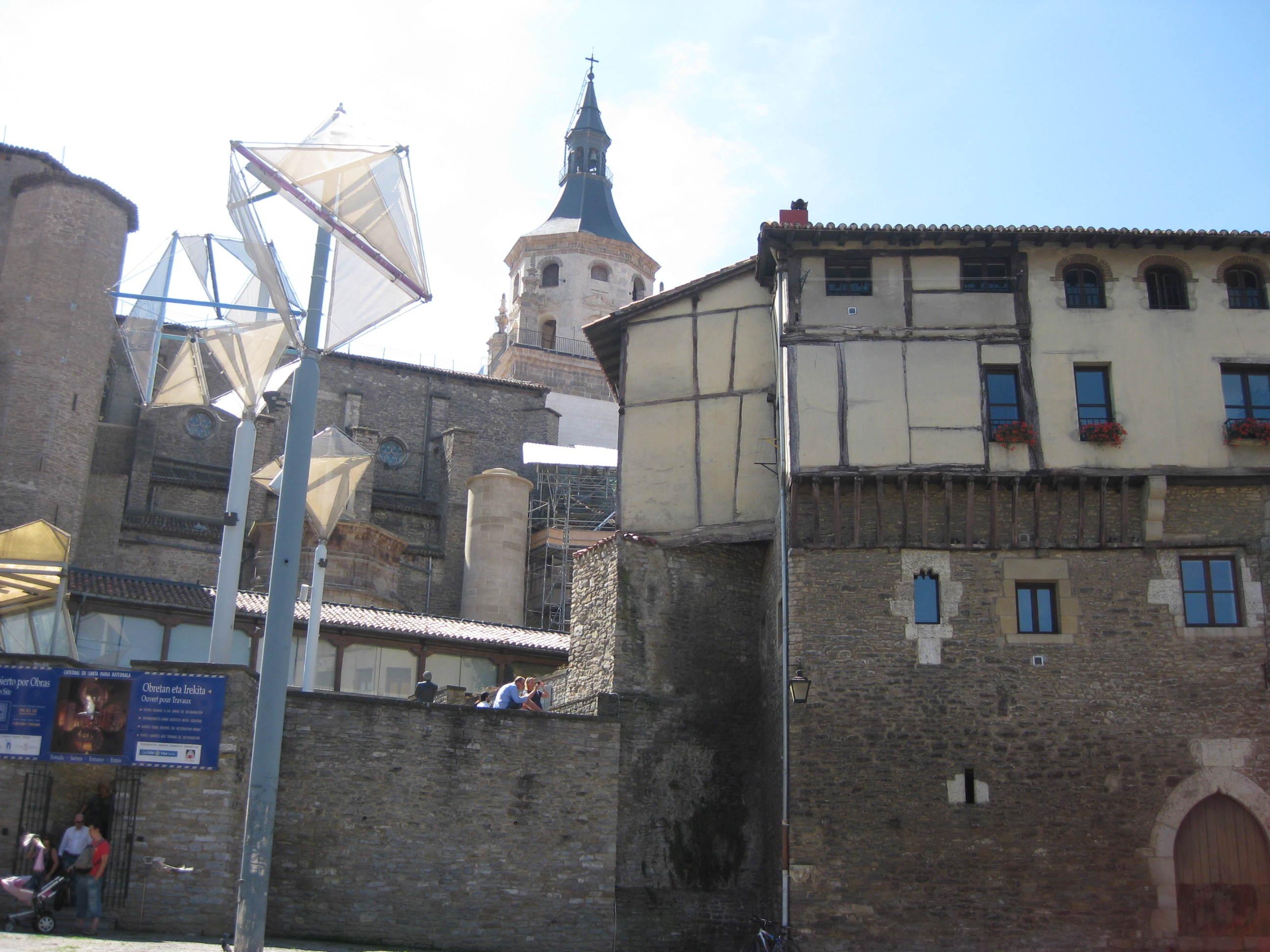
Torre de Los Anda y Catedral de Santa María de Vitoria

La Torre de los Hurtado de Anda, erigida en el siglo XV, es una de las construcciones más antiguas que se conservan en Vitoria. Situada al lado de la Catedral de Santa María, formaba parte del sistema defensivo de la ciudad. Se trata de un edificio gótico de grandes dimensiones que conserva su aspecto cerrado en la parte inferior, realizada en piedra de mampostería. La superior es más abierta, y fue fabricada con entramado de madera y ladrillo. Fue declarado Monumento Histórico-Artístico en 1984, tras someterse a una importante restauración en 1981. En la actualidad alberga viviendas particulares, por lo que está cerrado al público.